# Suzuki Vitara X-90
Suzuki Vitara X-90 (i Japan SUV Cabrio) var en mellem april 1996 og maj 1997 bygget personbilsmodel fra den japanske bilfabrikant Suzuki. Bilen var en SUV med udtageligt metal/glas-targatag, baseret på den normale Suzuki Vitara som den delte chassisramme, motor og drivlinje med. På grund af sit usædvanlige design blev X-90 over hele verden kun solgt i lave styktal.
Den eneste tilgængelige motor var en 1,6-liters 16-ventilet benzinmotor til normalbenzin med 71 kW (97 hk). Bilen fandtes både med baghjulstræk og med tilkobleligt firehjulstræk. Særlige kendetegn for modellen var de rammeløse sideruder, T-Roof-tagkonceptet og et for daværende forhold omfattende standardudstyr med to airbags, el-ruder, centrallåsesystem, selvspærrende nave, servostyring, hækspoiler med tredje bremselygte, startspærre, sidekollisionsbeskyttelse, brede dæk samt et normalt reservehjul. Mod merpris kunne modellen leveres med ABS, alufælge, klimaanlæg, læderkabine og firetrins automatgear. Bilen fandtes med fem forskellige udvendige farver: Midnight Black Metallic, Lava Red, Ultra Blue Metallic, Silver Pearl samt Arctic Ice. I 1997 kom en specialmodel med navnet Phillipe Cousteaux.
| Model | Cylindre | Ventiler | Slagvolume cm³ | Max. effekt kW (hk) / omdr. | Max. drejningsmoment Nm / omdr. | 0-100 km/t sek. | Topfart km/t |
| ----- | -------- | -------- | -------------- | --------------------------- | ------------------------------- | --------------- | ------------ |
| 1.6   | 4        | 16       | 1590           | 71 (97) / 5600              | 132 / 4000                      | 15,0            | 140          |